# Kristian Elster den ældre
 Der er flere personer med dette navn, se Kristian Elster.
Kristian Mandrup Elster eller Kristian Elster den ældre (4. marts 1841 i Overhalla – 11. april 1881) var en norsk forfatter, journalist og forstmand.
På grund af nærsynethed måtte han opgive sin barndomsdrøm om at gennemgå krigsskolen og blive officer, og vendte sig i stedet mod akademiske studier. Hans interesse for scenekunst og dramatisk forfatterskab indvirkede imidlertid så forstyrrende på studierne, at han 1864 dumpede til examen artium. Siden levede han som aviskorrespondent i Kristiania, studerede forstsvidenskab i Giessen 1867–68, og var fra 1869 bosat i Kristiania som medarbejder ved Aftenbladet og Norsk Folkeblad. Fra 1873 til sin død af lungebetændelse i 1881 boede han i Trondheim som ansat ved skovetaten.
Han var sønnesønn af amtmanden Christen Elster og far til juristen og litteraturhistorikeren Kristian Elster.

## Værker
- Fra Fjorden. 1859. (historisk drama)
- Audun Hugleikson. 1863. (historisk drama)
- Eystein Meyla. 1863. (historisk drama)
- Om modsætningen mellem det vestlige og østlige Norge. 1872. (essays)
- Tora Trondal. 1879. (roman)
- Farlige folk. 1881. (roman)
- Solskyer. 1881. (lang novelle/kortroman)
- Samlede Skrifter, bd. 1–2. 1898, 1903 og 1904.
- Fra det moderne gjennombrudds tid. Litteraturkritikk og artikler 1868–1880, ved Willy Dahl. 1981. (essays og artikler)